# Oktogo.ru
Oktogo ([ок ту гоу], ООО «Октого») — российский сервис по бронированию отелей онлайн. Головной офис компании находится в Санкт-Петербурге, имеется представительство в Москве. Стартап создан в 2009 году с привлечением 26 млн $ иностранных инвестиций. С начала по август 2017 года сервис не работал из-за долгов.

## Характеристика
Особенностью сервиса является его ориентация на русскоязычного пользователя и бронирование гостиниц в России. Всего в базе Oktogo.ru — 285 тысяч гостиниц в 143 странах мира. С марта 2013 года на Oktogo.ru стала доступна также функция бронирования авиабилетов. В феврале 2013 года Fast Company назвал Oktogo самой инновационной российской компанией в своем рейтинге «The World‘s Top 50 Most Innovative Companies 2013». В сентябре 2012 года Oktogo.ru выиграл «National Geographic Traveler Awards» в номинации «Лучший Интернет-сервис». В апреле 2013 года компания стала резидентом Фонда «Сколково». В июне 2013 года проект вошел в 10-ку Russian Startup Rating — рейтинга российских стартапов в сфере IT, high-tech, биотехнологий и медицины, совместной инициативы центра Digital October и команды GreenfieldProject. В сентябре 2013 года Oktogo.ru вошел в 50 самых эффективных венчурных стартапов России по версии журнала «Коммерсантъ-Секрет фирмы». Оценивались показатели динамики роста, коммерческой успешности, признание инвесторов и потребителей. В ноябре 2013 года назван авторитетным американо-британским IT-блогом Mashable в числе 20 самых громких российских стартапов.

## Стратегия
Доход компании формируется за счет комиссии с гостиниц-партнеров, которая составляет в среднем 10-20 процентов от суммы бронирования. По экспертным оценкам, в 2012 году оборот Oktogo достигал $30 миллионов (в 2011 году — $10 миллионов). Причем свыше 60 % этой суммы было получено за счет бронирования российских отелей. Оktogo.ru планирует выйти на окупаемость в 2013 году. Oktogo.ru работает как в сегменте B2C, так и в B2B. В частности, Oktogo.ru имеет оффлайновые каналы продаж за счет сотрудничества с ЗАО «РЖД Сервис», «Связной. Travel» и Транспортной клиринговой палатой.

## История развития

### Инвестиции
- В апреле 2011 года люксембургский фонд Mangrove Capital Partners, французский Ventech Capital и российский ABRT вкладывают $5 миллионов в систему онлайн-бронирования гостиниц Oktogo[13]. Фонд Mangrove CP также является инвестором и акционером Skype и KupiVIP. В число акционеров вошел и основатель компании eDreams Хавьер Перес Тенесса[14]. Инвесторы получили более 20 % компании Oktogo, но «меньше контроля». Бизнес Oktogo.ru оценивается в сумму более $10 миллионов[13].
- В феврале 2012 года сервис Oktogo получает $10 миллионов от группы компаний «ВТБ Капитал», доля которого составила порядка 30-35 процентов компании. Стоимость Oktogo.ru оценивают в сумму около $30 млн[10][15].
- В марте 2013 года Victor Sazhin Group российского предпринимателя Виктора Сажина совместно с другими инвесторами вложила в ресурс $11 миллионов. Третий инвестиционный раунд Oktogo оценивают как вторую по объему сделку в российском сегменте онлайн-тревел. Стоимость бизнеса её участники не обнародовали. Однако, по экспертным оценкам, с учетом высокой конкуренции и отложенного выхода на окупаемость стоимость компании увеличилась не более чем на 30 %[16].
- В декабре 2013 года объединенная компания Oktogo Group, в состав которой также вошел сервис Travel.ru, объявила о старте четвертого раунда инвестиций. Новым инвестором компании выступил Фонд «ВЭБ Инновации» (Группа Внешэкономбанка)[17]. Сумма сделки оценивается в $5 миллионов[18].

С 2011 года суммарные инвестиции в проект Oktogo.ru составили 26 млн $.

## Партнеры
Платформу Oktogo.ru для бронирования отелей используют датский поисковик авиабилетов momondo, российские Aviasales.ru и Biletix.ru, туристические порталы Travel.ru и TripAdvisor.com. Партнерское соглашение с Tripadvisor было подписано в 2011 году, благодаря чему этот международный туристический сервис вышел на российский рынок. Более 50 миллионов отзывов об отелях мира, автоматически переведенных на русский язык, стали доступны аудитории Oktogo.ru. В свою очередь, сервис Oktogo.ru предоставил партнеру свою базу отелей и отзывы россиян. Также Oktogo.ru сотрудничает с международными мета-поисковиками HotelsCombined, Wego и Kayak.ru, действуют партнерские программы с банками Тинькофф банк и Ситибанк. В 2011 был подписан договор с компанией ЗАО «РЖД Сервис», которой принадлежит 42 сервисных центра, расположенных на железнодорожных вокзалах крупных городов России. В 2012 году партнером Oktogo стала «Транспортная клиринговая палата». В соответствие с договором о совместной деятельности, аккредитованные при ТКП туристические агентства получили доступ к базе гостиниц Oktogo.ru. Отельной базой Oktogo.ru также пользуется «Связной. Travel» — подразделение компании «Связной». В сентябре 2013 Oktogo.ru официально объявила о покупке российского информационного портала о путешествиях Travel.ru. Сумма сделки сторонами не озвучивается, и оценивается независимыми экспертами в $2 миллиона. По прогнозам компании, объединенный сайт двух сервисов может привлечь порядка трех миллионов уникальных посетителей в месяц, что сделает его крупнейшим на рынке онлайн-туризма в России.

## Критика
В январе 2012 года в адрес Oktogo.ru раздалась критика за математическое завышение показателей партнерских контрактов и финансовых показателей. Данные, которые вызвали недоверие, были опубликованы в газете «Коммерсантъ» 5 декабря 2011 года. В частности заявлялось, что у Oktogo.ru 1500 прямых контрактов с российскими отелями, число которых к концу 2011 года планируется увеличить до 2,5 тысяч. Позже Oktogo.ru обнародует комментарий о том, что ошибка допущена журналистом. Прогнозы касались весны 2012 года.
Так же критику вызывает качество переводов отзывов об отелях, оставленных иностранными пользователями. Эти отзывы появились на сайте в результате партнерского соглашения, заключенного с компанией TripAdvisor в 2011 году.
С 25 февраля 2017 года портал Oktogo.ru не открывается, телефон поддержки сервиса онлайн-бронирования не отвечает. При этом все еще доступен для пользователей портал Oktogo.net, зарегистрированный на Кипре. В официальных сообществах сервиса в Facebook и «ВКонтакте» последние публикации сделаны еще в начале января. Пользователи в комментариях пишут об отсутствии обратной связи с сотрудниками компании в течение месяца. Отельеры сообщают о долгах по оплате бронирований отелей с сентября прошлого года.
В августе 2017 года сайт возобновил работу.